# Damalis himalayaensis
Damalis himalayaensis är en tvåvingeart som först beskrevs av Joseph och Parui 1987.  Damalis himalayaensis ingår i släktet Damalis och familjen rovflugor. Inga underarter finns listade i Catalogue of Life.